# Charles-Nicolas Cochin il Vecchio
Charles-Nicolas Cochin il Vecchio (Parigi, 29 aprile 1688 – Parigi, 5 luglio 1754) è stato un incisore francese.

## Biografia
Charles-Nicolas Cochin il Vecchio appartenne alla famiglia Cochin e fu il figlio di Nicolas il Vecchio (1610-1686), fondatore della dinastia di artisti originari della provincia di Champagne.
Charles-Nicolas Cochin il Vecchio fu un incisore più significativo e noto rispetto al padre.
Allievo del pittore di tematiche storiche Pierre Dulin, iniziò la sua carriera all'età di ventidue anni, e coi suoi capolavori d'interpretazione morbida, piena di sentimento e di chiaroscuro, diffuse la nuova scuola pittorica francese.
Ammirabile interprete dei pittori contemporanei, tradusse lo stile e il colore stesso delle loro opere in lastre che iniziò con l'acquaforte e alle quali aggiunse alcuni accenti, con uno scalpello tanto abile quanto discreto.
Si dedicò, con un disegno esatto e fluido, alla riproduzione in incisione delle opere di Jean-Baptiste-Siméon Chardin, Antoine Coypel, Antoine Watteau, Jean-François de Troy. Si distinse per le sue riproduzioni dei grandi maestri, dai Soggetti della vita di Sant'Agostino di Louis Boullogne II, alle Nozze di Cana del Veronese, ai soggetti dell'Antico Testamento.
Lavorò anche per il Cabinet du Roi, divenuto successivamente la calcografia del Museo del Louvre.
Fu membro dell'Académie royale de peinture et de sculpture dal 1731.
Suo figlio Charles-Nicolas Cochin (1715-1790) ottenne ancora più consensi e successi, aiutato agli inizi della sua carriera proprio dal padre che dal 1744, si dedicò alla promozione delle opere di suo figlio.
Suo figlio si distinse grazie ad una serie di ammiratissime stampe e incisioni, nelle quali ricordava moltissime feste e cerimonie.